# Tom Simpson
Thomas „Tom” Simpson (ur. 30 listopada 1937 w Haswell, zm. 13 lipca 1967 na Mont Ventoux, Francja) – brytyjski kolarz torowy i szosowy, mistrz świata w wyścigu ze startu wspólnego z 1965 roku. Zmarł podczas 13. etapu wyścigu Tour de France w 1967 roku.

## Kariera

### Kolarstwo torowe
Był członkiem brytyjskiej drużyny, która zdobyła brązowy medal w wyścigu drużynowym na dochodzenie na Igrzyskach Olimpijskich w 1956 roku. W 1958 roku zdobył srebrny medal w wyścigu na dochodzenie na igrzyskach Imperium Brytyjskiego i Wspólnoty Brytyjskiej.

### Kolarstwo szosowe
W 1959 roku rozpoczął startować w wyścigach szosowych zawodowców. Był pierwszym Brytyjczykiem, który założył żółtą koszulkę lidera Tour de France (w 1962) oraz pierwszym Brytyjczykiem, który zdobył tytuł mistrza świata w wyścigu ze startu wspólnego (w 1965 w San Sebastián). Zwyciężał także w wyścigach klasycznych. Wygrał 3 z 5 „monumentów kolarstwa”: w 1961 roku wyścig Dookoła Flandrii, w 1964 Mediolan-San Remo oraz w 1965 Giro di Lombardia. Niedługo przed śmiercią wygrał również wyścig Paryż-Nicea oraz dwa etapy we Vuelcie w 1967 roku.

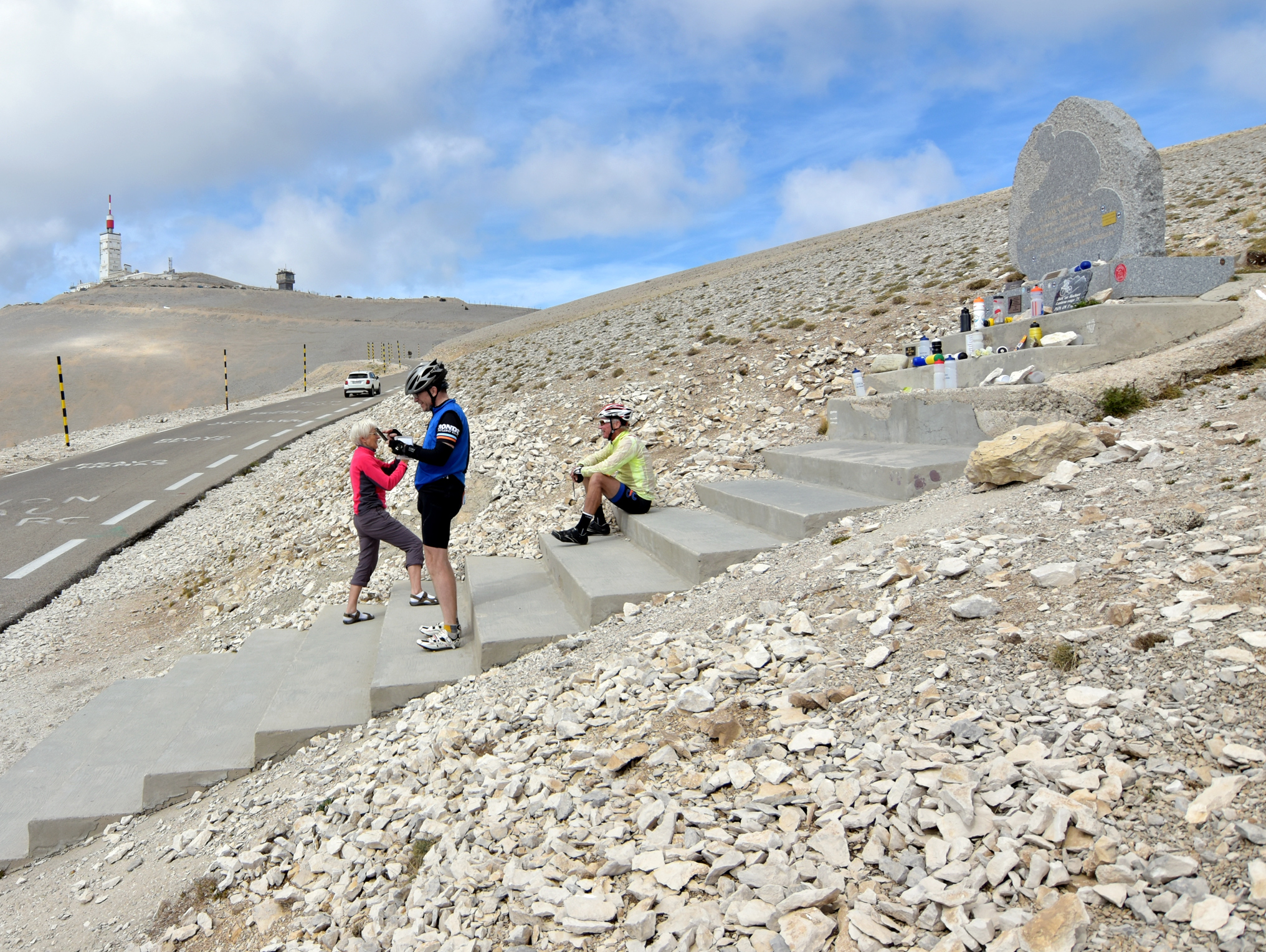
Pomnik na Mont Ventoux, miejsce upadku Toma Simpsona

Simpson zmarł tragicznie na zboczach Mont Ventoux podczas Tour de France w 1967 roku. W trakcie podjazdu na nasłoneczniony szczyt „Prowansalskiego Olbrzyma” spadł z roweru, po czym dzięki pomocy kibiców ponownie na niego wsiadł, aby zaraz potem stracić przytomność i ostatecznie upadł na jezdnię. Po nieudanej próbie resuscytacji kolarza przetransportowano helikopterem do szpitala w Awinionie, gdzie o 17.30 stwierdzono zgon. Jako przyczynę podano atak serca. Pięć dni później ogłoszono wyniki sekcji zwłok Simpsona, która wykazała, że w trakcie trwania etapu był on pod wpływem koktajlu amfetamino-alkoholowego (dopiero rok później zaczęto badać kolarzy pod kątem dopingu). W miejscu jego upadku stoi dziś pomnik, pod którym wielu kolarzy zostawia różne przedmioty (np. bidony, czapeczki kolarskie itp.).
Simpson jest zaliczany do najlepszych brytyjskich kolarzy szosowych wszech czasów. W 2001 roku został uznany przez magazyn Cycling Weekly za drugiego, po Chrisie Boardmanie, brytyjskiego kolarza XX wieku.
Jego bratankiem jest belgijski kolarz Matthew Gilmore.